# طوني بروكس
طوني بروكس (بالإنجليزية: Tony Brooks)‏ مواليد 25 فبراير 1932 في تشيشير، إنجلترا، هو سائق فورملا 1 بريطاني سابق بدأ مسيرته الاحترافية سنة 1956. كان أول سباق له هو جائزة بريطانيا الكبرى 1956، حقق أول فوز له في جائزة بريطانيا الكبرى 1957. خاض خلال مسيرته 39 سباقاً فاز في 6 منها.

## سباقات شارك فيها
- لو مان 24 ساعة
- بطولة العالم للسيارات الرياضية

## بطولات حققها
- جائزة بريطانيا الكبرى 1957
- جائزة ألمانيا الكبرى 1959

## روابط خارجية
- طوني بروكس على موقع Racing-Reference.info (الإنجليزية)
- طوني بروكس على موقع DriverDB.com (الإنجليزية)